# Pselaphokentron
Pselaphokentron is een geslacht van kevers uit de familie spartelkevers (Mordellidae).
Het geslacht is voor het eerst wetenschappelijk beschreven in 1955 door Franciscolo.

## Soorten
Het geslacht omvat de volgende soorten:
- Pselaphokentron aculeatum Franciscolo, 1990
- Pselaphokentron bradypygum Franciscolo, 1955
- Pselaphokentron brunneipenne Ermisch, 1969